# Атлас облака (филм)
Атлас облака (енгл. Cloud Atlas) је научнофантастични филм из 2012. године, америчко-немачке продукције снимљен по мотивима истоименог романа Дејвида Мичела. Одрађен је у режији Тома Тиквера, Ендија и Лане Вачовски. Филм прати шест различитих прича у распону од 19. века до постапокалиптичне будућности, при чему сваки глумац има више улога.

## Радња
Приче се мешају између епоха док се свака на крају не разреши, а натписи ликова из претходне приче се налазе и у будућим причама. Ликови се понављају у свакој ери, али мењају односе једни према другима. Робови или злостављачи често мењају улоге, сугеришући реинкарнацију или другу везу између душа кроз векове.
На острвима Чатам, 1849. године, амерички адвокат Адам Јуинг је сведок бичевања Аутуа, поробљеног припадника Мориори народа. Аутуа је уједно и члан посаде Јуинговог брода кога он после ослобађа робовања. Аутуа спасава Јуингов живот пре него што његов лекар и пријатељ Хенри Гус успе да га отрује и украде његово злато под маском лечења од паразитског црва. У Сан Франциску, Јуинг и његова жена осуђују саучесништво њеног оца у ропству и одлазе да се придруже покрету за аболицију.
Године 1936. енглески композитор Роберт Фробишер проналази посао као помоћник остарелом композитору Вивијану Ерсу, који дозвољава Фробишеру да компонује сопствено ремек-дело, "Атлас облака секстет" који после покушава да му преотме и прети да ће разоткрити Фробишерову бисексуалност ако одбије да му преда дело. Фробишер у трнутку растројства пуца и рани Ерса и бежи из куће. Убрзо након тога у хотелској соби завршава секстет и убија се након што пошаље писмо и секстет свом љубавнику Руфусу Сиксмиту.
У Сан Франциску, 1973. новинарка Луиса Реј упознаје Сиксмита, сада нуклеарног физичара. Сиксмит упозорава Луису на заверу за стварање катастрофе у нуклеарном реактору који води Лојд Хукс, који тајно промовише нафтно-енергетске интересе. Сиксмита убрзо након тога убија плаћени убица кога унајмљује Хукс, пре него што је успео да јој да извештај као доказ својих тврдњи. Реј проналази Фробишерова писма Сиксмиту, баш као што је Фробишер раније пронашао Јуингов дневник. Она проналази Фробишеров опскурни секстет у продавници плоча. Научник Исак Сакс јој даје копију Сиксмитовог извештаја након чега плаћени убица убија Сакса дижући у ваздух његов авион, а затим изгурава Луисин ауто са моста, уништавајући извештај. Уз помоћ шефа обезбеђења фабрике, Џоа Напијера, Луиса избегава још један покушај убиства, а Џон убија плаћеног убицу. Уз копију извештаја Сиксмитове нећаке, она разоткрива заверу и оптужује Хукса.
У Лондону, 2012. гангстер Дермот Хогинс убија критичара након оштрог прегледа његових мемоара, након чега мемоари доживљавају велику продају. Хогинсова браћа прете издавачу, остарелом Тимотију Кевендишу, који је уновчио мемоаре, али новац задржао. Тимотијев брат Денхолм му каже да се сакрије у Аурора Хаусу. На путу, Тимоти чита рукопис заснован на Луисиној причи. Верујући да је Аурора Хаус хотел, Тимоти потписује папире којим се обавезује и открива да је то старачки дом у коме су сви спољни контакти забрањени. Денхолм открива да је послао Тимотија тамо као освету за аферу са његовом женом. Тимоти бежи са још три станара и пише сценарио о проживљеном искуству.
Године 2144, Сонми-451 је "фабрикант", хуманоидни клон који је ангажован као сервер брзе хране у дистопијском граду Нео Сеулу. Она је изложена идејама побуне другог фабриканта, Иоона-939, који је добио снимак филма о Кевендишовој невољној институционализацији. Након што је Иоона убијена, Сонми је спасао побуњенички командант Хае-Јо Чанг, који излаже Сонми забрањеним списима Александра Солжењицина и пуној филмској верзији Кевендишовог искуства. Хае-Јо је на крају упознаје са вођом побуњеничког покрета и показује јој да се клонови када се „ослободе“ заправо рециклирају у „сапун“, храну за произвођаче. Сонми јавно емитује своја открића пре него што су власти напале апартман у коме се налазила убивши Хае-Јоа и поново ухвативши Сонми. Након што је испричала своју причу архивисти, она бива погубљена.
2321. године, припадници племена постапокалиптичких Хаваја обожавају Сонми, њихов свети текст је преузет из њеног забележеног сведочења. Село Закрија Бејлија посећује Мероним, члан напредног друштва званог Прадавни. Они користе бродове на нуклеарни погон и осталу високу технологију, али умиру од куге. Мероним тражи заборављену комуникациону станицу на Мауна Сол да пошаље СОС људима ван тог света. У замену за излечење Захријеве нећаке, Кеткин, Закри води Мероним до станице где је Сонми снимила свој снимак. Враћајући се кући, Закри проналази своје племе које је поклало канибалистичко племе Кона. Он убија уснулог поглавицу Кона и спасава Кеткин. Закари и Кеткин се придружују Мероними док њихов брод напушта Велико острво. На далекој планети, Закри је ожењен Меронимом и препричава причу својим унуцима.